# Drepanulatrix electa
Drepanulatrix electa är en fjärilsart som beskrevs av George Duryea Hulst 1896. Drepanulatrix electa ingår i släktet Drepanulatrix och familjen mätare. Inga underarter finns listade i Catalogue of Life.